# Sassocorvaro Auditore
Sassocorvaro Auditore ist eine italienische Gemeinde (comune) mit 4908 Einwohnern (Stand 31. Dezember 2023) in der Provinz Pesaro und Urbino in den Marken.

## Geographie
Sassocorvaro liegt etwa 36 Kilometer westsüdwestlich von Pesaro und etwa 13 Kilometer nordwestlich von Urbino am Foglia und ist Teil der Comunità montana del Montefeltro. Im Ortsteil Mercatale ist der Foglia zu einem künstlichen See aufgestaut.
Die Nachbargemeinden  von Sassocorvaro Auditore sind Gemmano (RN), Lunano, Macerata Feltria, Mercatino Conca, Monte Cerignone, Montefiore Conca (RN), Piandimeleto, Tavoleto und Urbino.

## Geschichte
Die Gemeinde entstand zum 1. Januar 2019 durch den Zusammenschluss der vorher eigenständigen Gemeinden Auditore und Sassocorvaro. Der Rathaussitz befindet sich in Sassocorvaro.